# Rock the boat (Aaliyah)
"Rock the Boat" is een single van de Amerikaanse zangeres Aaliyah. De single werd geschreven door Static Major, Eric Seats en Rapture Stewart en kwam van het album Aaliyah. "Rock the Boat" was de laatste single voor de dood van de zangeres. De videoclip werd een paar dagen voor haar vliegtuigongeluk opgenomen op de Bahama's. De single ontving een nominatie voor een Grammy Award voor Beste vrouwelijke r&b act.

## Hitnotering
| "Rock the Boat" in de Nederlandse Top 40 - binnen: 16 maart 2001 | "Rock the Boat" in de Nederlandse Top 40 - binnen: 16 maart 2001 | "Rock the Boat" in de Nederlandse Top 40 - binnen: 16 maart 2001 | "Rock the Boat" in de Nederlandse Top 40 - binnen: 16 maart 2001 | "Rock the Boat" in de Nederlandse Top 40 - binnen: 16 maart 2001 | "Rock the Boat" in de Nederlandse Top 40 - binnen: 16 maart 2001 | "Rock the Boat" in de Nederlandse Top 40 - binnen: 16 maart 2001 | "Rock the Boat" in de Nederlandse Top 40 - binnen: 16 maart 2001 |
| Week                                                             | 1                                                                | 2                                                                | 3                                                                | 4                                                                | 5                                                                | 6                                                                |                                                                  |
| ---------------------------------------------------------------- | ---------------------------------------------------------------- | ---------------------------------------------------------------- | ---------------------------------------------------------------- | ---------------------------------------------------------------- | ---------------------------------------------------------------- | ---------------------------------------------------------------- | ---------------------------------------------------------------- |
| Nummer                                                           | 12                                                               | 9                                                                | 12                                                               | 14                                                               | 22                                                               | 38                                                               | uit                                                              |